# Mengketel (molen)

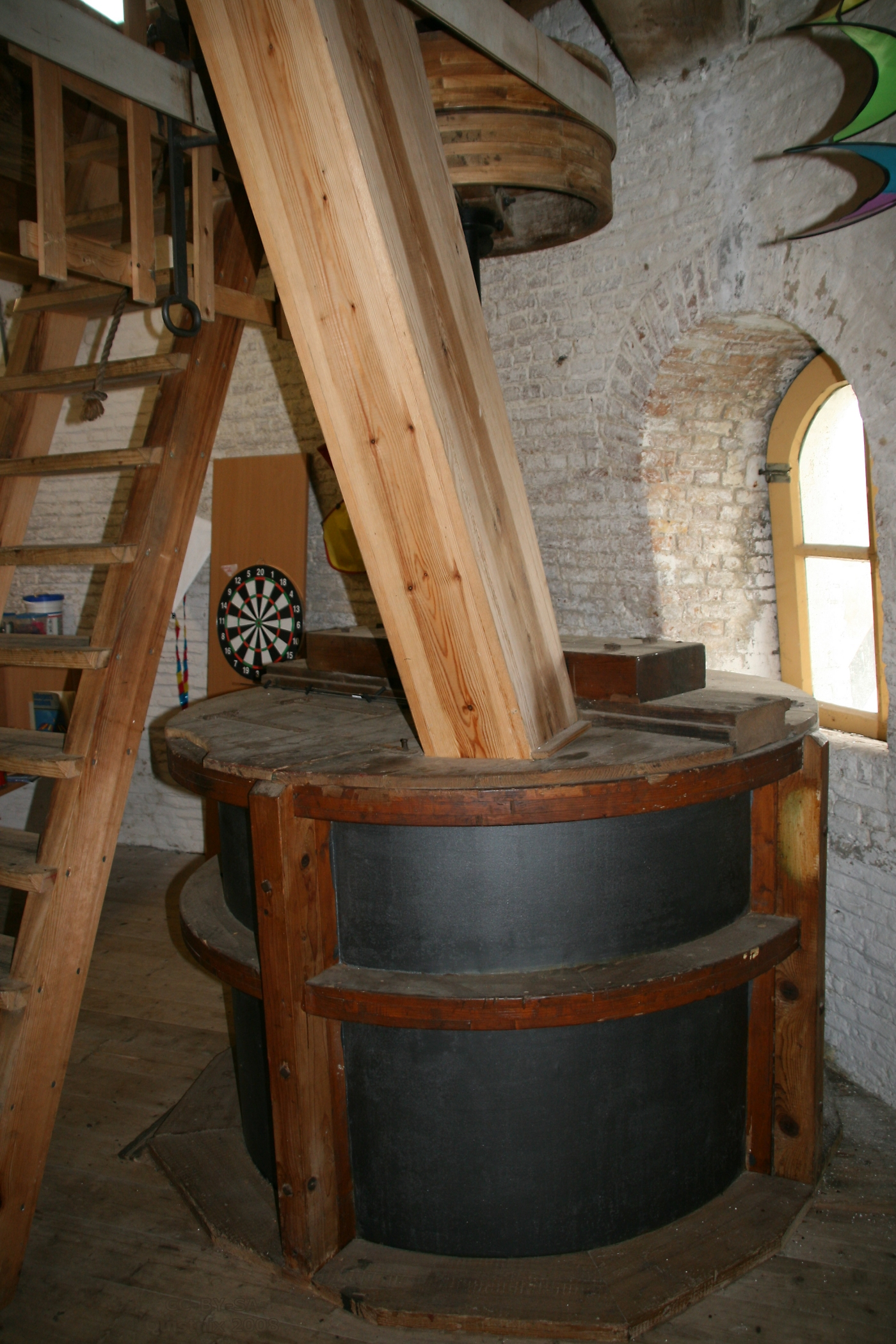
Mengketel van Molen De Hoop te Gorinchem

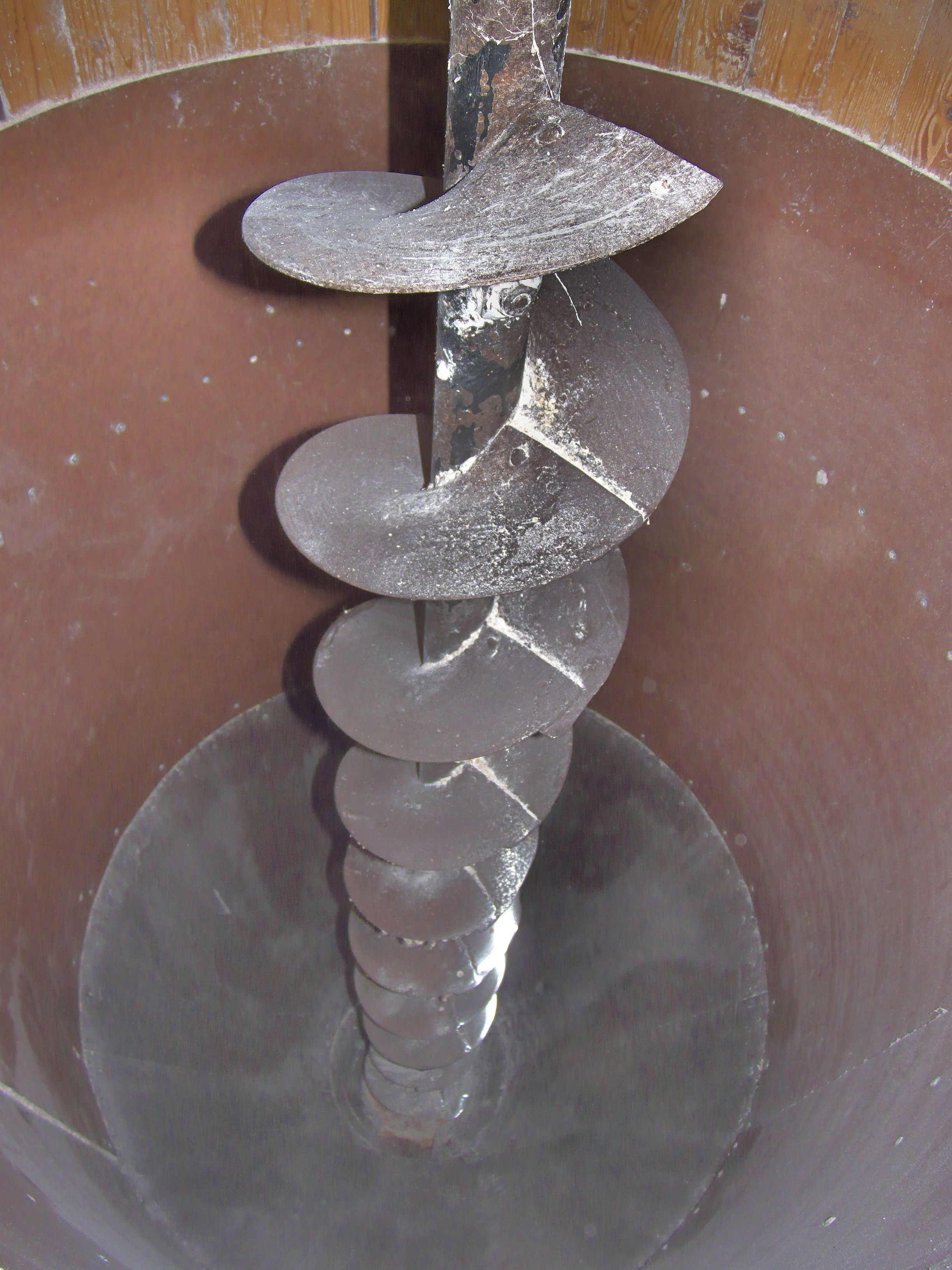
Roerwerk mengketel Venemansmolen

Een mengketel is een apparaat dat zich in sommige korenmolens bevindt.
Het toestel bestaat gewoonlijk uit een cilindervormige bak met een taps toelopend ondereind waarin meerdere soorten graan of meel met elkaar vermengd kunnen worden. Aldus kan men er vóór het malen een bepaald graanmengsel mee samenstellen, maar men kan ná het malen ook diverse meelsoorten met elkaar vermengen. Bij een korenmolen bevindt de mengketel zich gewoonlijk op de graanzolder, terwijl de uitloop van de ketel een verdieping lager uitkomt. Hier kan de molenaar het product in zakken doen, waarna het verkocht kan worden dan wel (in het geval van graanmengsels), naar boven worden gebracht ter verdere bewerking. Sommige mengketels bezitten een vijzel die is ingesloten door een cilindervormige pijp, een meelmenger, waardoor het mengen van de diverse meelsoorten beter en sneller verloopt omdat het meel wat onderaan de ketel ligt bovenop wordt gegooid.
Mengketels vindt men ook wel in elektrisch bedreven maalbedrijven en in bakkerijen, waar ze gebruikt worden om bepaalde meelmengsels, zoals pannenkoekenmeel, samen te stellen. 

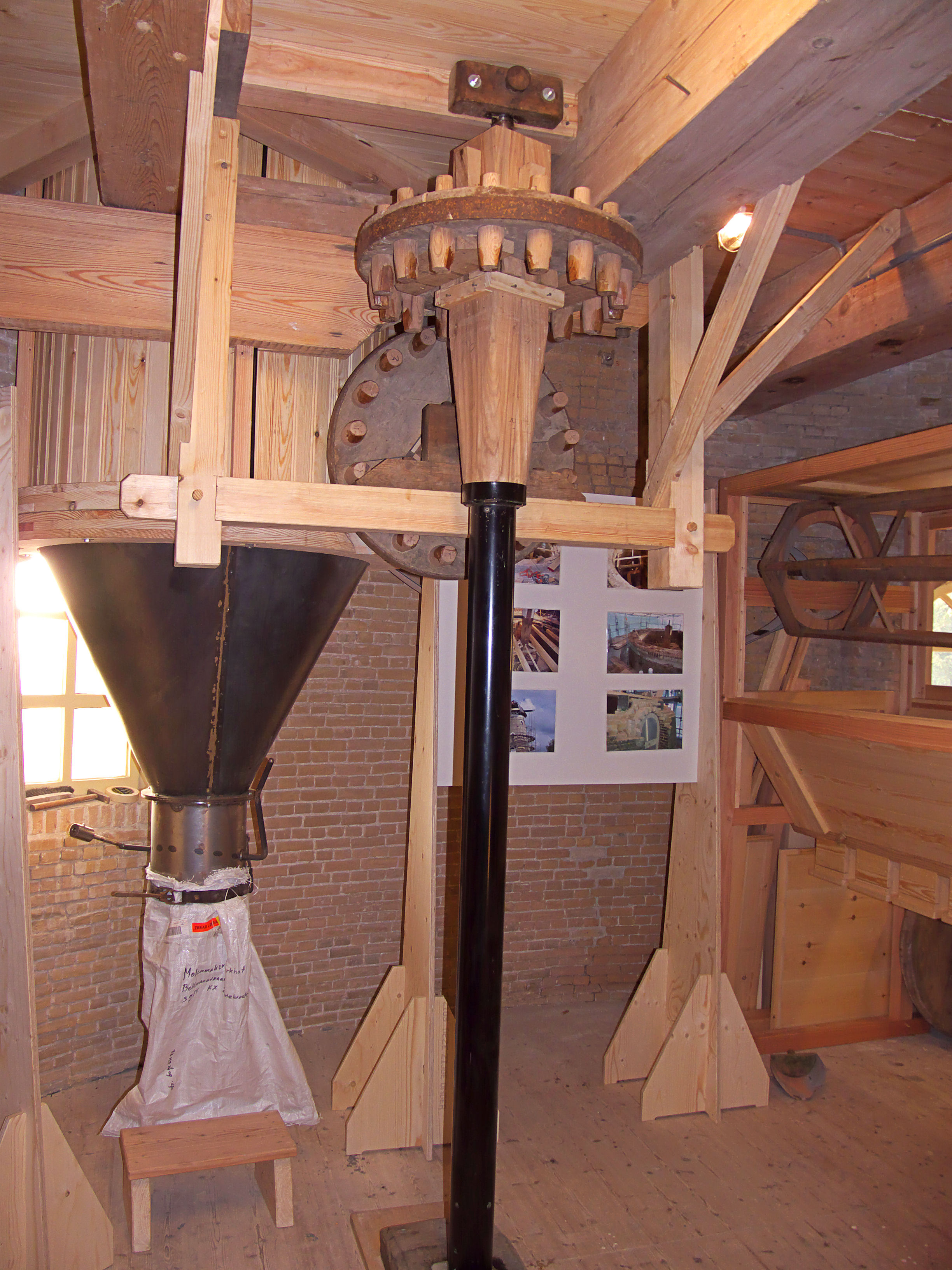
Mengketel op De Korenbloem (Kortgene)